# 油市镇
油市镇，是中华人民共和国湖南省郴州市永兴县下辖的一个乡镇级行政单位。

## 行政区划
油市镇下辖以下地区：
油市社区、儒林村、大杨村、油市村、坪洞村、车田村、冷水村、新塔村、高冲村、禾巷村、石塘村、田心村和燕尾村。